# Härebierg
Härebierg (även: Herrenberg) är en kulle i Luxemburg. Den ligger i kommunen Diekirch, i den nordöstra delen av landet, 30 kilometer norr om staden Luxemburg. Toppen på Härebierg är 394 meter över havet.